# 苏珊·奥康纳
苏珊·奥康纳（英語：Susan O'Connor，1977年5月3日—），生于阿尔伯塔省卡尔加里，加拿大女子冰壶运动员。她曾代表加拿大参加2010年冬季奥林匹克运动会冰壶比赛，获得一枚银牌。